# Lex Drewinski
Lex Drewinski, wcześniej Leszek Drzewiński (ur. 11 września 1951 w Szczecinie) – niemiecko-polski plakacista i nauczyciel akademicki.

## Życiorys
W 1981 roku uzyskał z wyróżnieniem tytuł magistra na poznańskiej PWSP, w pracowni kierowanej przez Waldemara Świerzego. We wczesnym okresie kariery związany był z branżą filmową: od 1981 projektował plakaty dla Pol-Filmu, a w latach 1983–85 działał w Studiu Filmów Animowanych w Poznaniu jako reżyser i scenarzysta. Nie podjął jednak studiów na PWSFTviT w Łodzi ze względów osobistych – żona była przeciwna przeprowadzce.
Od 1985 roku mieszka w Berlinie (Zachodnim).
W latach 1992–2017 piastował stanowisko kierownika pracowni Grafik Design, Konzeption und Entwurf na Fachhochschule Potsdam; w tym okresie rozpoczął również pracę na Akademii Sztuki w Szczecinie, gdzie kieruje Pracownią Multimedialnego Projektowania Graficznego. Jest także autorem logo Akadami Sztuki.
W 2008 roku uzyskał doktorat, a trzy lata później – habilitację. W 2015 otrzymał tytuł profesora sztuki.
Twórczość Lexa Drewinskiego charakteryzuje prosta forma i oszczędne stosowanie kolorów (prace są zwykle jedno- lub dwubarwne), co w połączeniu z wyrazistą treścią składa się na technikę artystyczną określaną przez krytyków mianem „inteligentnego skrótu”. Laureat ponad 200 nagród” na festiwalach artystycznych (stan na 2019 rok). W 2016 roku wyróżniony tytułem Ambasador Szczecina.
Ma syna Kiryka, który jest muzykiem.